# San Mamés de la Vega
San Mamés de la Vega es una localidad española perteneciente al municipio de La Bañeza, en la provincia de León, comunidad autónoma de Castilla y León.

## Situación
Se encuentra en la antigua Nacional-VI; al NO de La Bañeza, al NE de Santiago de la Valduerna, al SE de Palacios de la Valduerna y al SO de Santa Colomba de la Vega.

## Festividades
El primer domingo de agosto se celebra las fiestas sacramentales en honor a San mamés. El 17 de enero tiene lugar la festividad de San Antón.

## Transporte
Por la localidad pasan la  A-6 , la  N-6 , la línea Plasencia-Astorga y la Vía de la Plata.

## Iglesia
Iglesia barroca de finales del siglo XVII hasta la primera mitad del siglo XVIII, construida con mampostería y sillares para esquinas y lugares nobles. Se levanta sobre un zócalo y tiene planta basilical de tres naves, la central más ancha y alta que las laterales.

## Evolución demográfica
| 2000 | 2001 | 2002 | 2003 | 2004 | 2005 | 2006 | 2007 | 2008 | 2009 | 2010 | 2011 | 2012 |
| 141  | 138  | 139  | 131  | 130  | 129  | 137  | 126  | 120  | 120  | 127  | 127  | 121  |

- Datos: Q6119281